# Engyophrys
Engyophrys es un género de peces de la familia Bothidae, del orden Pleuronectiformes. Este género marino fue descrito por primera vez en 1890 por David Starr Jordan y Charles Harvey Bollman.

## Especies
Especies reconocidas del género:
- Engyophrys sanctilaurentii D. S. Jordan & Bollman, 1890 (
- Engyophrys senta Ginsburg, 1933